# Resilience (album de Drowning Pool)
Pour les articles homonymes, voir Resilience.
Ne doit pas être confondu avec Resilience (album d'Öblivïon).
Albums de Drowning Pool
Loudest Common Denominator
(mars 2009) Hellelujah
(février 2016)
Resilience est le cinquième album studio du groupe de nu metal Drowning Pool, qui est paru le 9 avril 2013. C'est le premier album enregistré avec le chanteur Jasen Moreno.

## Liste des titres
| No  | Titre                 | Durée |
| --- | --------------------- | ----- |
| 1.  | Anytime, Anyplace     | 3:36  |
| 2.  | Die For Nothing       | 3:13  |
| 3.  | One Finger and a Fist | 3:06  |
| 4.  | Digging These Holes   | 3:49  |
| 5.  | Saturday Night        | 3:53  |
| 6.  | Low Crawl             | 3:40  |
| 7.  | Life of Misery        | 3:50  |
| 8.  | Broken Again          | 3:20  |
| 9.  | Understand            | 3:41  |
| 10. | Bleed With You        | 3:31  |
| 11. | Skip to the End       | 3:39  |
| 12. | In Memory Of          | 3:57  |
| 13. | Blindfold             | 3:11  |
| 14. | Apathetic             | 3:54  |
| 15. | One Way Prophecy      | 3:59  |

## Artistes
- Jasen Moreno - Chant
- C.J. Pierce - Guitare
- Stevie Benton - Basse
- Mike Luce - Batterie